# جون أديسون بورتر
جون أديسون بورتر (بالإنجليزية: John Addison Porter)‏ هو طبيب وكيميائي أمريكي، ولد في 15 مارس 1822 في كاتسكيل في الولايات المتحدة، وتوفي في 25 أغسطس 1866 في نيو هيفن في الولايات المتحدة.